# 中國—科威特關係
中國—科威特關係（阿拉伯语：العلاقات الكويتية الصينية）是指中國和科威特之間的外交關係，兩國於1971年3月22日建交。

## 沿革
1971年3月22日两国建交。2021年3月22日，中国国家主席习近平同科威特埃米尔纳瓦夫·艾哈迈德·贾比尔·萨巴赫就中科建交50周年互致贺电，中华人民共和国国务院总理李克强同科威特首相萨巴赫·艾哈迈德·贾比尔·萨巴赫互致贺电。

## 經貿關係
中、科两国政府签有贸易协定、鼓励和保护投资协定、成立经贸混委会协定及避免双重税收协定。自1955年起，两国就开始直接的民间贸易。2008年中科贸易额为67.84亿美元，其中中国出口17.44亿美元，进口50.4亿美元。中国主要出口机电产品、高新技术产品、纺织品等，主要进口原油、石化产品等。
科威特是向中国提供政府优惠贷款最多的阿拉伯国家，自1982年至今，科威特阿拉伯经济发展基金会向中国提供了8.1亿美元贷款。1998年，在中国遭受特大洪涝灾害期间，科政府对华捐款300万美元现金。

## 文化關係
兩國在文化、教育、体育、宗教等方面有着友好的交往，科威特对中国申办2008年奥运会和2010年亚运会均予支持。中国向科威特派遣了多名体育教练，并向科派遣留学生。

## 海湾战争
1990年，中国在联合国安理会谴责伊拉克侵略科威特的决议中，投票反对伊拉克的侵略行为。

## 外部連結
- 中華人民共和國駐科威特國大使館官方網站（简体中文）（英文）
  - 中華人民共和國駐科威特國大使館經濟商務處官方網站（简体中文）